# Under the Ladder
是乌克兰男歌手梅洛文的歌曲，於2018年3月5日透過Umyh Music發行，收錄在Mélovin第二張個人正規專輯當中。歌曲以冠軍得主的身分代表乌克兰參加在葡萄牙里斯本舉辦的2018年歐洲歌唱大賽。最終以130分獲得比賽第17名。

## 製作
是首流行歌曲，由梅洛文、迈克·里亚尔斯（Mike Ryals）以及安東·卡斯基（Anton Karskyi）共同撰寫。歌詞闡述了「即使歷經多次的失敗，也不要放棄退縮」。

## 歐洲歌唱大賽
2018年1月16日，梅洛文被確認為烏克蘭全國比賽的18位選手之一，演出曲目為。梅洛文成功晉級2月17日的半決賽。在2月24日的決賽，梅洛文以觀眾票選第一、評審評選第二名的成績獲得比賽冠軍，代表烏克蘭參加2018年歐洲歌唱大賽。
經過「半決賽分配抽籤」，被安排在2018年5月10日的第二場半決賽（Semi-final 2）。最後梅洛文以179分的成績獲得第二場半決賽第六名，成功進入決賽。在決賽，以評審得分11分，觀眾得分119分，合計得分130分獲得2018年歐洲歌唱大賽第17名。

梅洛文在2018年歐洲歌唱大賽
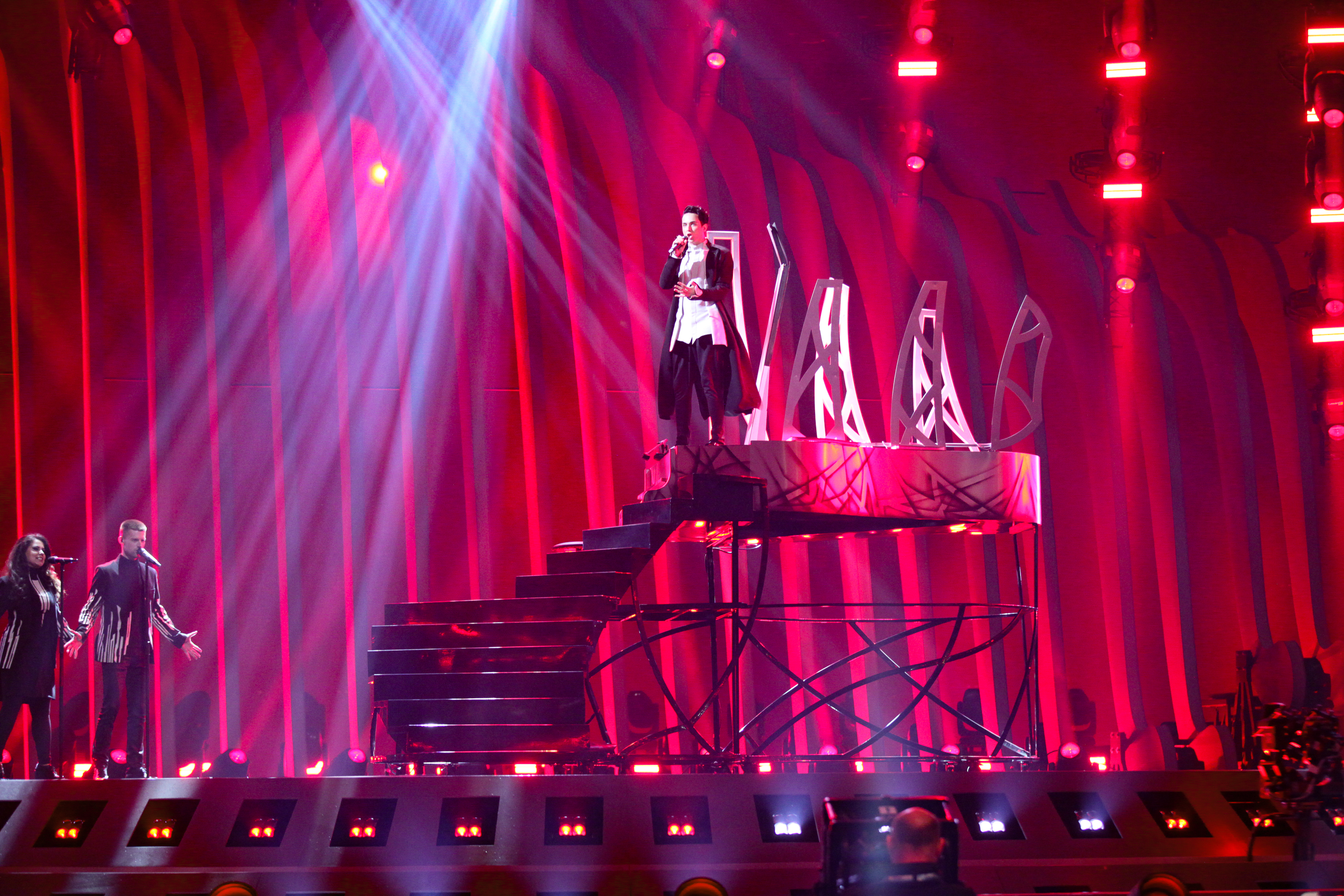
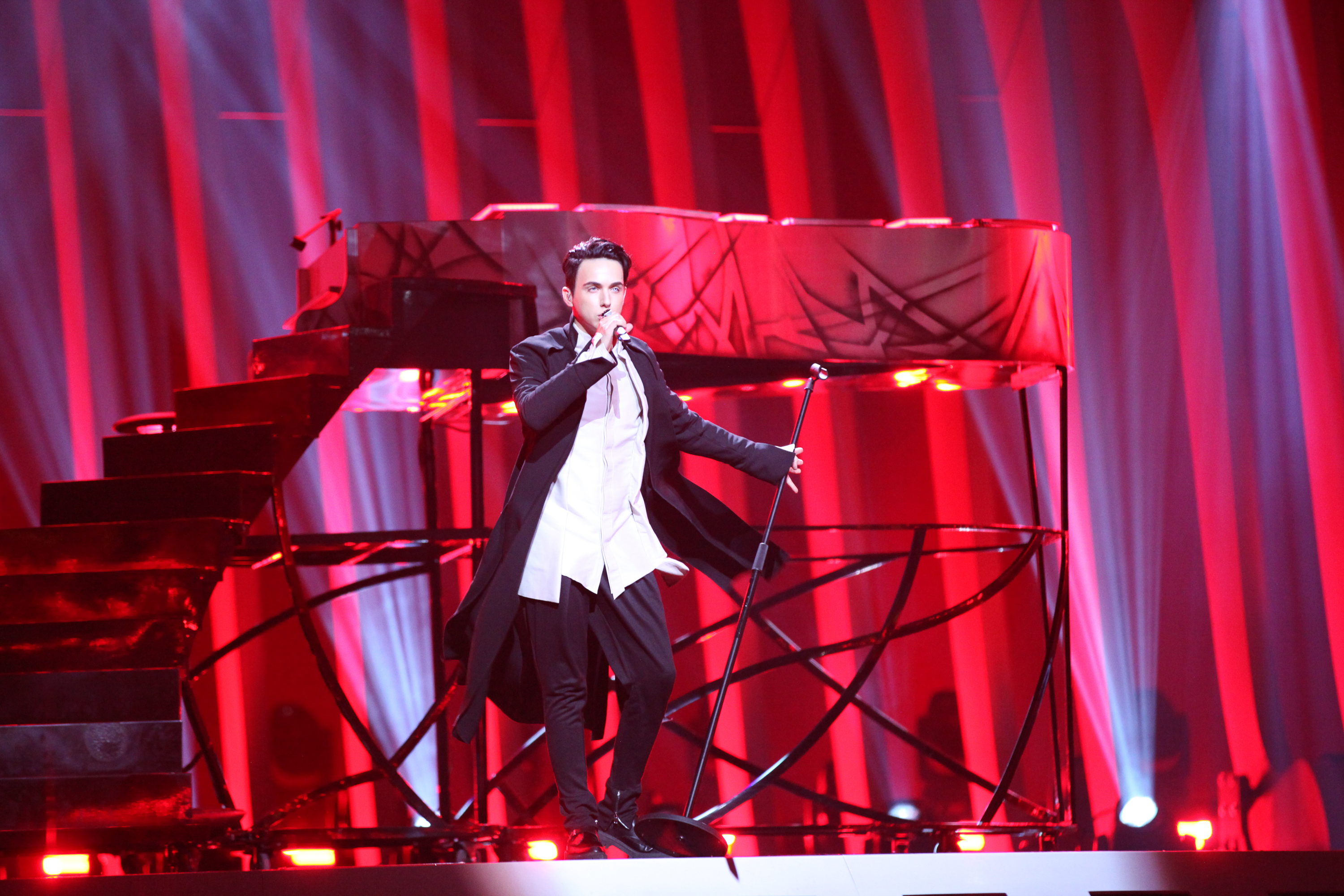
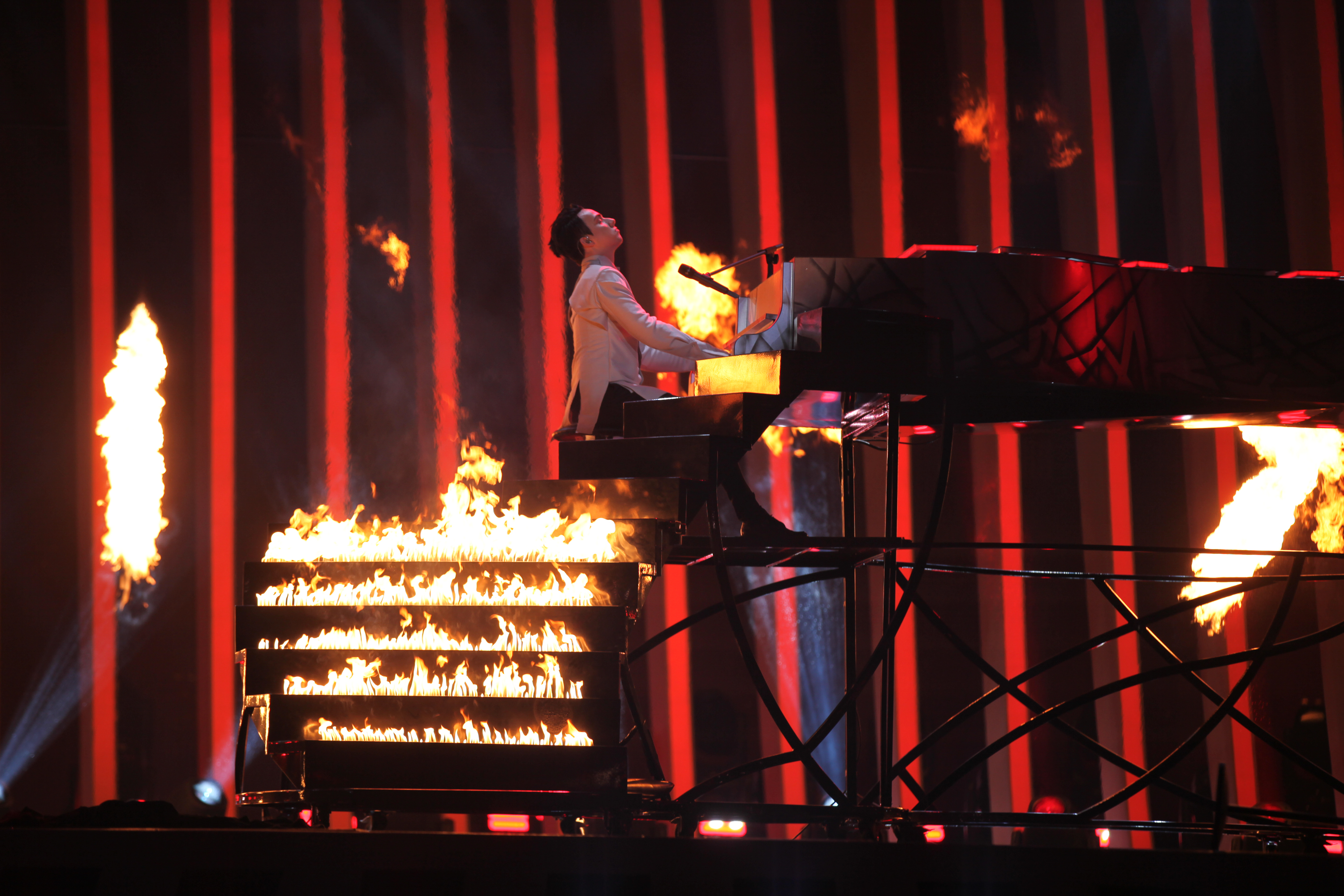

## 專業評價
評價普通。Wiwibloggs根據內部評審團評價給予歌曲7.47/10分，表示梅洛文除了歌曲外，其他都符合冠軍條件。《每日郵報》編輯吉姆·雪萊喜歡梅洛文的演出，但也給予歌曲「最糟歌詞」（Worst Lyrics）的評價。

## 曲目列表
| 數位音樂下載 | 數位音樂下載                            | 數位音樂下載 |
| 曲序         | 曲目                                    | 时长         |
| ------------ | --------------------------------------- | ------------ |
| 1.           | Under the Ladder                        | 3:00         |
| 2.           | Under the Ladder (Instrumental Version) | 3:00         |

## 榜單表現
| 排行榜（2018）         | 排名 |
| ---------------------- | ---- |
| 烏克蘭（Tophit電台榜） | 54   |
| 瑞典（瑞典每周熱歌榜） | 9    |